# Străzile groazei
Fear street este o serie de romane horror pentru adolescenți de autorul american R. L. Stine, care au loc într-un oraș fictiv Shadyside, de undeva în Coasta de Est. Protagoniștii sunt cel mai comun adolescenți mai mari decât cei găsiți în seria Goosebumps. Antagoniștii sunt de obicei personaje crude, uneori supranaturale. Unele romane au elemente supranaturale, așa ca fantomele, altele sunt despre crime.
Titlul seriei vine de la o stradă, Fear Street, în care au loc majoritatea romanelor, numită după familia Fear (la început numele era Fier. În engleză Fear înseamnă frică).
Cărțile descriu urmarea unui blestem lăsat din timpuri medievale de acea familie pe Fear Street.
Mai târziu, o nouă serie, Ghosts of Fear Street a fost creată pentru cititori mai tineri.
Fear Street
The New Girl 
The Surprise Party 
The Overnight 
Missing 
The Wrong Number 
The Sleepwalker 
Haunted 
The Halloween Party 
The Stepsister 
Ski Weekend 
The Fire Game 
Lights Out 
The Secret Bedroom 
The Knife 
The Prom Queen 
First Date 
The Cheater 
Sunburn 
The New Boy 
The Dare 
Bad Dreams 
Double Date 
The Thrill Club 
One Evil Summer 
The Mind Reader 
Wrong Number 2 
Truth or Dare 
Dead End 
Final Grade 
Switched 
College Weekend 
The Stepsister 2 
What Holly Heard 
The Face 
Secret Admirer 
The Perfect Date 
The Confession 
The Boy Next Door 
Night Games 
Runaway 
Killer's Kiss 
All-Night Party
The Rich Girl 
Cat 
Who Killed the Homecoming Queen? 
Into the Dark 
The Best Friend 2 
Trapped 
The Secret Admirer 
```
Fear Street Super Chillers
```

Party Summer 
Silent Night 
Goodnight Kiss 
Broken Hearts 
Silent Night 2 
The Dead Lifeguard 
Cheerleaders: The New Evil 
Bad Moonlight 
The New Year's Party 
Goodnight Kiss 2 
Silent Night 3 
High Tide 
Cheerleaders: The Evil Lives! 
The Vampire Club [in goodnight kiss special edition] 
```
New Fear Street
```

The Stepbrother 
Camp Out 
Scream, Jennifer, Scream! 
The Bad Girl 
Dangerous Girls 
```
Fear Street Sagas
```

A New Fear 
House of Whispers 
Forbidden Secrets 
The Sign of Fear 
The Hidden Evil 
Daughters of Silence 
Children of Fear 
Dance of Death 
Heart Of The Hunter 
The Awakening Evil 
Circle Of Fire 
Chamber Of Fear 
Faces Of Terror 
One Last Kiss 
Door Of Death 
The Hand Of Power 
The Raven Woman (never released)
Carousel (never released) 
```
Fear Street Mini-Series
```

Fear Street Cheerleaders (1992)
The First Evil 
The Second Evil!
The Third Evil! 
The New Evil! 
Cheerleaders:The Evil Lives 
Fear Street Saga (1993)
The Betrayal 
The Secret 
The Burning 
```
99 Fear Street: The House of Evil (1994)
```

The First Horror 
The Second Horror 
The Third Horror 
```
The Cataluna Chronicles (1995)
```

The Evil Moon 
The Dark Secret 
The Deadly Fire 
```
Fear Park (1996)
```

The First Scream 
The Loudest Scream 
The Last Scream 
```
Fear Hall (1997)
```

The Beginning 
The Conclusion 
```
Other (1997)
```

Midnight Diary 
Fear Street Seniors (1998/1999)
Let’s Party 
In Too Deep 
The Thirst 
No Answer 
Last Chance 
The Gift 
Fight, Team, Fight! 
Sweetheart, Evil Heart 
Spring Break 
Wicked 
Prom Date 
Graduation Day 
```
Fear Street Nights (2005)
```

Moonlight Secrets 
Midnight Games 
Darkest Dawn 
```
Ghosts of Fear Street
```

Hide and Shriek 
Who's Been Sleeping in my Grave? 
The Attack of the Aqua Apes 
Nightmare in 3-D 
Stay Away From the Treehouse 
The Eye of the Fortune Teller 
Fright Knight 
The Ooze 
Revenge of the Shadow People 
The Bugman Lives! 
The Boy Who Ate Fear Street 
Night of the Werecat 
How to be a Vampire 
Body Switchers From Outer Space 
Fright Christmas 
Don't Ever Get Sick at Granny's 
House of a Thousand Screams 
Camp Fear Ghouls 
Three Evil Wishes 
Spell of the Screaming Jokers 
The Creature From Club Lagoona 
Field of Screams 
Why I'm Not Afraid of Ghosts 
Monster Dog 
Halloween Bugs Me! 
Go to Your Tomb - Right Now! 
Parents From the 13th Dimension 
Hide and Shriek II 
Tale of the Blue Monkey 
I Was a Sixth-Grade Zombie 
Escape of the He-Beast 
Caution: Aliens at Work 
Attack of the Vampire Worms 
Horror Hotel: The Vampire Checks In 
Horror Hotel: Ghost in the Guest Room 
The Funhouse of Dr. Freek

## Ecranizări
- Străzile groazei (trilogie), 2021, regia Leigh Janiak